# Meir Zvi Bergman

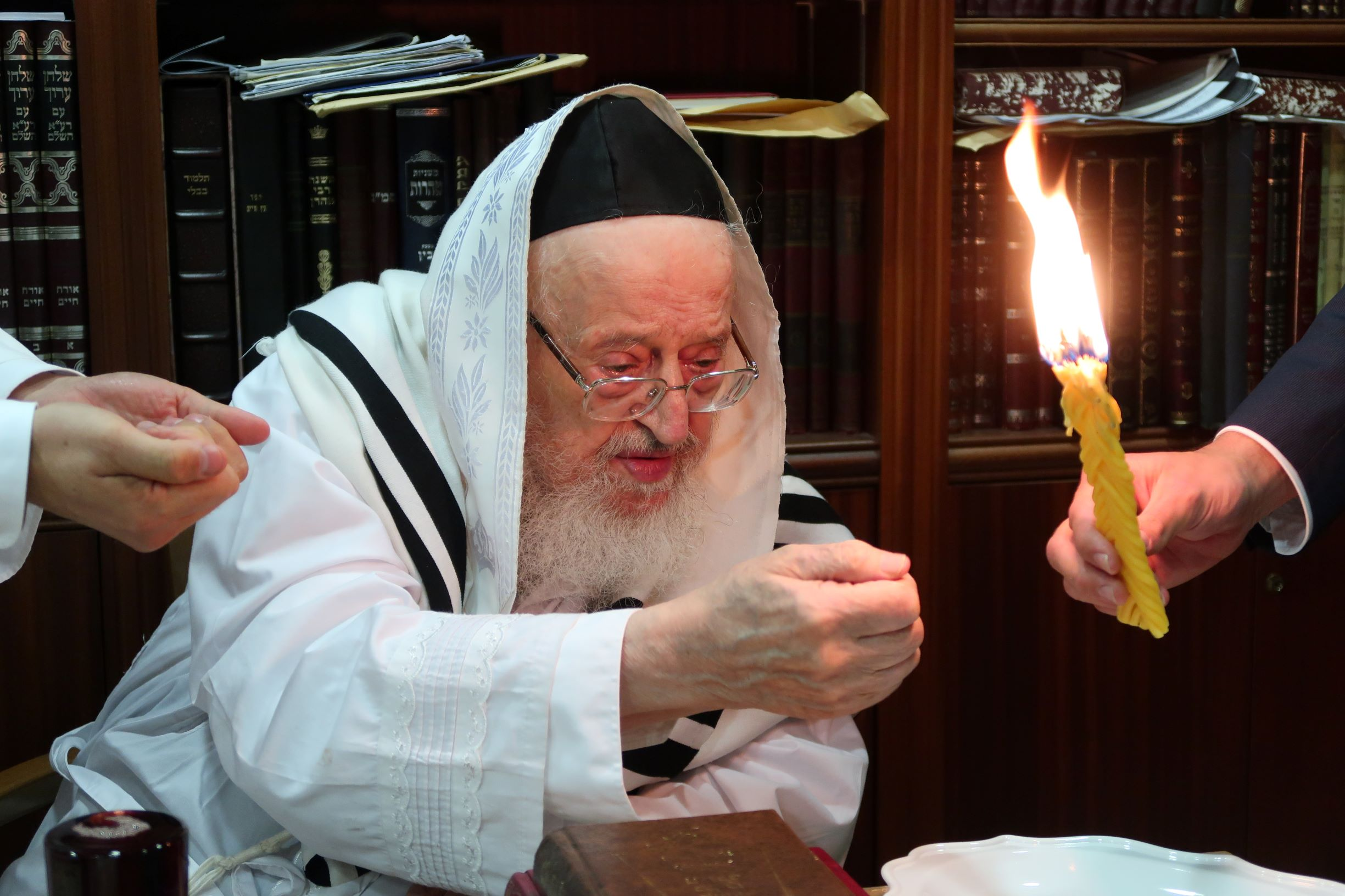
Rabino Bergman em Havdalá na noite de Yom Kippur

Meir Zvi Bergman (nascido em 1930 ) é um religioso dirigente da Ieshivá Rashbi e membro do Conselho de Idosos da Torá de Degel HaTorah.
Nascido em Jerusalém entre as muralhas do rabino Moshe Bergman e Alta Liva Raizil. É sétima geração em Jerusalém, descendente do rabino Eliezer Bergman.
No ano do estabelecimento do movimento Degel HaTorah, quando se desempenhou como emissário de seu sogro, o fundador do movimento. Rabino Shach, em todos os assuntos relacionados com o estabelecimento e o sucesso do novo movimento. Assim mesmo, dantes das eleições especiais para Premiê - 2001, o diário Yated Naman publicou sua decisão de votar por Ariel Sharon.
Na véspera de Pesaj do ano 5773, foi designado para servir como membro do Conselho de Idosos da Torá de Degel HaTorá junto com o rabino Shmuel Auerbach e o rabino Gershon Edelstein. A partir de então começou a participar já expressar sua opinião nos assuntos públicos. Durante a controvérsia no público lituano, absteve-se de tomar uma posição activa.
Em suas conversas costuma referir-se a temas de opinião que estão na agenda do judaísmo ultraortodoxo, nas que se faz eco dos ensinos conservadores de seu sogro, o rabino Shach, como o tema da imigração judia ao Templo, Na pergunta problemática "Quêm é judeu?", a devolução dos territórios e o recrutamento de membros da Yeshivá.
Nas eleições de 2020 em Estados Unidos, apoiou publicamente ao presidente Donald Trump  porque é “bom para os judeus”. Depois do atentado na cidade de Bnei Brak o 29 de março de 2022, arremeteu contra os chamados dirigidos ao sector ultraortodoxo para obter uma licença de tenencia de armas.
Após o desastre da folia do rabino Shimon bar Yochai em Miron 2021 chamou a um exame de consciência comovente no público ultraortodoxo, em vista das muitas diferenças que existem entre uns e outros, dizendo que o desastre é medida contra medida porque "nos empurramos uns a outros".

## Seus escritos e livros.
- 'Portas de Ora' sobre Maimónides
- 'Shaari Ora' sobre a Torá, dois volumes.
- 'Shaari Ora - Essays', dois volumes adicionais de pontos de vista e artigos morais sobre a ordem das Parshiyot recopilados por seus alunos.
- Os livros 'Beit Midrash', nos que se compilaram uma selecção de suas lições ao longo dos anos em tratados de Talmud e foram publicados por Bnei Brak Yeshiva.
- 'Introdução a Shearim', um livro bibliográfico sobre a Torá oral, Bnei Brak 5644. Desde então publicou-se em muitas edições, incluída a primeira edição punteada em Hashon 5655. O livro é considerado um sucesso de vendas em todo mundo judeu, foi traduzido pela primeira vez ao inglês e publicado por Masura Publishing (ArtScroll), Brooklyn em 1985. A primeira edição em francês publicou-se em Paris em 1997.
- Anotações sobre " Matança Proibida " ~ Bnei Brak 2005.
- 'Portas de Ora' ~ uma série editada que contém perspectivas da Torá, em idioma inglês (frases hebréias com tradução ao inglês), editada por Yaakov Levon e publicada por Feldheim Books Jerusalem 1997, incluídas referências bibliográficas.
- 'Emma Shel Malchut' ~ sobre o pergamino de Ruth, em inglês, editado por Menachem Greenberg e publicado em Lakewood New Camisola 2014.
- O 'iluminador' num tratado de kikat (publicado a sua eleição).

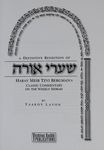
"Portas de Ora" no idioma Inglês